# (11506) Toulouse-Lautrec
(11506) Toulouse-Lautrec est un astéroïde de la ceinture principale.

## Description
(11506) Toulouse-Lautrec est un astéroïde de la ceinture principale. Il fut découvert par Eric Walter Elst le 2 mars 1990 à l'ESO. Il présente une orbite caractérisée par un demi-grand axe de 2,43 UA, une excentricité de 0,0985 et une inclinaison de 6,699° par rapport à l'écliptique.
Il fut nommé en hommage au peintre français Henri de Toulouse-Lautrec (1864-1901).

## Compléments